# Трииодомеркурат(II) калия
Трииодомеркура́т(II) ка́лия — неорганическое соединение,
комплексная соль калия, ртути и иодистоводородной кислоты
с формулой K[HgI3],
образует кристаллогидрат — светло-жёлтые кристаллы.

## Получение
- Смешивание растворов иодида ртути(II) и иодида калия:

{\displaystyle {\mathsf {HgI_{2}+KI\ {\xrightarrow {60^{o}C}}\ K[HgI_{3}]}}}

## Физические свойства
Трииодомеркурат(II) калия образует кристаллы.
Растворяется в воде и этаноле,
не растворяется в бензоле и тетрахлорметане.
Образует кристаллогидраты состава K[HgI3]•H2O — светло-жёлтые кристаллы
ромбической сингонии,
пространственная группа P na21,
параметры ячейки a = 0,857961 нм, b = 0,923621 нм, c = 1,138977 нм, Z = 4,
структура типа гидрата трибромомеркурата(II) калия K[HgBr3]•H2O
.